# Vritra
Vritra är en förstörande drake i indisk mytologi, en av guden Indras ärkefiender. Vritra avbildas i konsten som en stor orm.
Jämför med de kosmiska motståndarna till Ra i egyptisk mytologi och Tor i nordisk mytologi.